# Грособрінген
Грособрінген (нім. Großobringen) — громада в Німеччині, розташована в землі Тюрингія. Входить до складу району Ваймарер-Ланд. Складова частина об'єднання громад Нордкрайс-Ваймар.
Площа — 7,62 км2. Населення становить Невірний параметр metadata 16 071 023 ос. (станом на 31 грудня 2021).

## Галерея

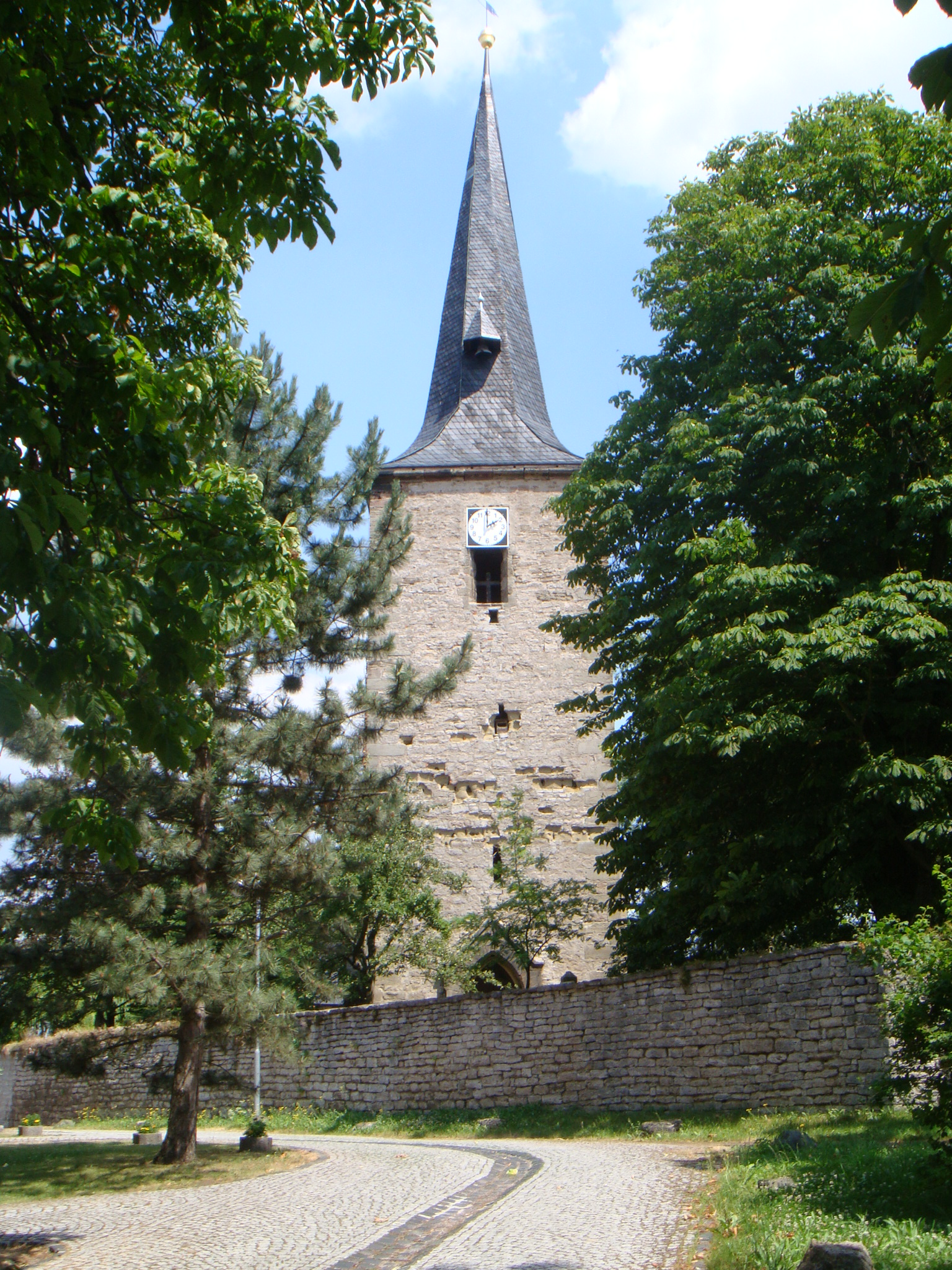